# François Lévisse de Montigny de Jaucourt
Jean François Lévisse de Montigny, comte de Jaucourt est un homme politique français né le 28 mai 1826 à Paris et décédé le 18 septembre 1906 à Baden-Baden (Allemagne).

## Biographie
Il est le fils de Louis Charles François Lévisse de Montigny de Jaucourt, adopté en 1821 par le marquis François de Jaucourt et sa femme, et d'Henriette Françoise Mathieu de Faviers, fille du baron Philippe-Gaétan Mathieu de Faviers.
Diplomate, il est premier secrétaire d'ambassade, puis chef de cabinet de Persigny, ministre de l'Intérieur. Il est député de Seine-et-Marne de 1863 à 1869, siégeant dans la majorité soutenant le Second Empire.

## Sources
- « Jean-François-Charles, comte de Jaucourt », dans Adolphe Robert et Gaston Cougny, Dictionnaire des parlementaires français, t. III, Edgar Bourloton, 1889 [détail de l’édition] (lire en ligne), p. 407-408 [texte sur Sycomore].